# Малголо (Тренто)
Малголо је насеље у Италији у округу Тренто, региону Трентино-Јужни Тирол.
Према процени из 2011. у насељу је живело 252 становника. Насеље се налази на надморској висини од 824 м.